# Drien Jalo (Tangan-Tangan)
Drien Jalo is een bestuurslaag in het regentschap Aceh Barat Daya van de provincie Atjeh, Indonesië. Drien Jalo telt 496 inwoners (volkstelling 2010).